# Hòa ước Brest-Litovsk

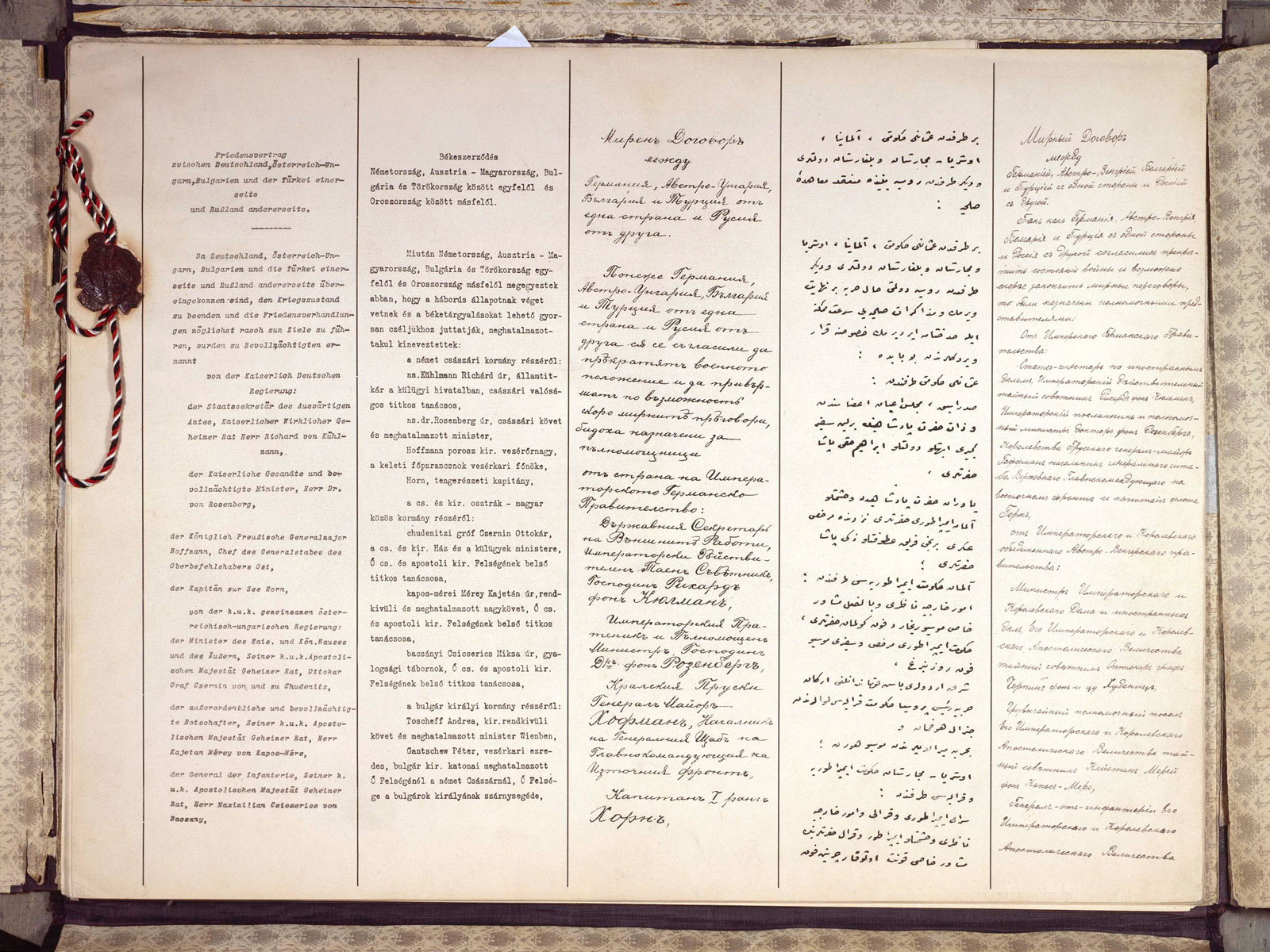
2 trang đầu tiên của hòa ước Brest-Litovsk

Hòa ước Brest-Litovsk (phiên âm tiếng Việt: Hòa ước Brét-Litốp) là một hiệp ước hòa bình được ký kết vào ngày 3 tháng 3 năm 1918 giữa chính quyền nước Nga Xô viết và các quốc gia phe Trung Tâm (bao gồm Đế quốc Đức, Áo-Hung, Bulgaria và Đế quốc Ottoman), chính thức chấm dứt sự tham chiến của Nga trong Thế chiến I. Hiệp ước được ký kết tại Brest-Litovsk (thuộc Belarus ngày nay), một thành phố đang nằm dưới sự chiếm đóng của Đức vào thời điểm đó.
Theo các điều khoản của hòa ước này, Nga buộc phải cắt các lãnh thổ tại vùng Baltic cho Đức, các quốc gia vùng Baltic được dự định sẽ trở thành các nước chư hầu của Đế chế Đức; Cùng với đó, Nga cũng phải nhượng lại tỉnh Kars Oblast ở Nam Kavkaz cho Đế quốc Ottoman và công nhận nền độc lập của Ukraine. Hòa ước đã lấy đi của Nga một phần lãnh thổ bao gồm 1/4 dân số của Đế quốc Nga cũ cùng với 9/10 số mỏ than đang hoạt động khi đó. Theo nhà sử học Spencer Tucker, "Bộ Tổng tham mưu Đức đã đưa ra những điều khoản cực kỳ khắc nghiệt trong bản hòa ước đến nỗi nó đã gây sốc cho cả các nhà đàm phán của Đức" . Sau này khi người Đức phàn nàn rằng các điều khoản của Hiệp ước Versailles mà các nước thắng trận áp đặt đối với nước Đức là quá khắc nghiệt, các cường quốc phe Hiệp ước đã trả lời rằng nó vẫn chưa khắc nghiệt bằng các điều khoản của hiệp ước Brest-Litovsk.
Những điều khoản khắc nghiệt của bản Hòa ước đã gây ra một sự chia rẽ sâu sắc tại nước Nga, ngay cả trong nội bộ của đảng Bolshevik. Nó cũng là một trong những nguyên nhân dẫn tới cuộc Nội chiến Nga (1917-1922) đẫm máu trong những năm sau đó.
Hòa ước Brest Litovsk chính thức hết hiệu lực sau Hiệp định đình chiến ngày 11 tháng 11 năm 1918, khi Đức đầu hàng phe Hiệp ước và chấp nhận thất bại trong thế chiến I. Tuy vậy các nước Ba Lan và vùng Baltic đã tách ra thành những quốc gia độc lập.